# Motie-Vendrik
De motie-Vendrik werd op 20 november 2002 in de Tweede Kamer aangenomen. De motie werd ingediend door Kamerlid Kees Vendrik (GroenLinks) en had tot doel de regering actief te laten ingrijpen in de slecht werkende Nederlandse softwaremarkt door onder meer het gebruik van opensourcesoftware in de publieke sector te stimuleren. Sindsdien staat de motie binnen de opensourcegemeenschap bekend als de "motie-Vendrik".
In de FAQ van het OSOSS (programma "Open Standaarden en Open Source Software voor de overheid") wordt aangegeven dat het traject om het OSOSS-programma op te starten al voor de komst van de motie-Vendrik in gang was gezet, maar dat dat traject wel nauw aansluit op de motie.
Het programma OSOSS stond dan ook centraal in het antwoord van minister Remkes (BZK) en staatssecretaris Wijn (EZ) aan de Tweede Kamer naar aanleiding van de motie-Vendrik.
De motie werd mede ondertekend door respectievelijk de LPF, de PvdA, de SP, D66, Leefbaar Nederland, de ChristenUnie en het CDA.
Op 12 december 2007 is een beleidsplan van de ministeries van EZ en BZK in de Kamer aangenomen dat concrete invulling geeft op de vragen uit de motie-Vendrik.